# 羅雷司
《羅雷司》（或作）是一部2012年美国计算机动画3D音乐喜剧片。根据苏斯博士发表于1971年的同名儿童文学书籍改编而成。是照明娱乐出品的首部IMAX 3D电影，环球影业负责发行。美国于2012年3月2日上映，当天亦是苏斯博士108岁冥诞（于1991年逝世，享壽87岁）。
本片根据苏斯博士著作改编成的第四部电影，前三部为《鬼靈精》、《魔法靈貓》（2003年）和《霍顿与无名氏》（2008年）；也是环球影业发行的第三部苏斯博士作品。

## 剧情
「無憂村」內所有花卉都由塑膠製成，偏偏泰迪心儀的女孩柯德莉希望親睹真正的樹木。為此他四處尋找並誤闖神秘地域，更意外得悉「無憂村」的奇幻過去......原來這兒曾經充滿自然景致，除了大群可愛的小動物，更住了一隻鮮橙色的精靈「老雷斯」。脾氣古怪樣子趣怪的他一直守護著森林，但當一名青年來到之後，這個美妙的世界便翻起了巨變，樹木從此消失！究竟這名青年是誰？泰迪能否找到傳說中的「無憂樹」？而生機處處的森林又會否重現？

## 配音員
| 配音              | 配音          | 配音   | 配音     | 角色                                  |
| 美國              | 台灣          | 香港   | 中國大陸 | 角色                                  |
| ----------------- | ------------- | ------ | -------- | ------------------------------------- |
| 丹尼·德维托       | 佟紹宗        | 李忠強 | 胡連華   | 羅雷司（The Lorax）                   |
| 艾德·赫姆斯       | 蔣鐵城        | 朱栢康 | 孟令軍   | 萬事樂（Once-ler）                    |
| 柴克·艾弗隆       | 張宇豪        | 張裕東 | 王琛     | 泰德·威金斯（Theodore "Ted" Wiggins） |
| 泰勒·斯威夫特     | 曾允凡        | 溫卓妍 | 杨鸣     | 奧黛麗（Audrey）                      |
| 貝蒂·懷特         | 姜瑰瑾        | 黎宣   | 隋桂鳳   | 諾瑪奶奶（Grammy Norma）              |
| 羅伯·里戈爾       | 楊少文        | 李建良 | 郭金非   | 歐洋氣（Aloysius O'Hare）             |
| 珍妮·斯蕾特       | 孫若瑜        | 邵美君 |          | 威金斯太太（Mrs. Wiggins）            |
| 纳西姆·帕杜雷德   | 蔣篤慧        |        | 牟珈論   | 萬事樂的母親（Once-ler's Mother）     |
| 史蒂芬·托伯勞斯基 | 鄭知明        |        | 虞桐偉   | 烏布叔叔（Uncle Ubb）                 |
| 愛瑪麗·文德爾     | 鄭仁君        |        | 朱麗松   | 萬事樂的阿姨（Aunt Grizelda）         |
| 丹尼·庫克西       | 夏治世 陳進益 |        | 王利軍   | 阿白和阿癡（Brett and Chet）          |

## 反響

### 评价
爛番茄新鮮度53%，基於148條評論，平均分為5.9/10，而在Metacritic上得到46分，IMDB上得6.9分，獲得混合口碑。
Christian Science Monitor：“虽然影片充满了我们熟悉的套路，但它依然是一部能够带来清爽感觉的作品，因为主角们都太可爱了。” Village Voice表示：“影片虽然具备了完美的视觉效果，但它依然只沉醉于此，就影片的臺词设计和角色塑造来看，它还是缺少了动画片的艺术魅力。”Richard Roeper.com：“影片的每一个角色都被进行了用心设计，整部电影看完之后就跟吃了糖果一样开心。”

### 票房
美国首周末三天收获7070万美圆名列第一位。次周末收3900万继续蝉联冠军。
| 上一届： 《勇者行动》 | 2012年美國週末票房冠軍 第9周、第10周 3月4日、3月11日 | 下一届： 《龙虎少年队》 |